# Karl Richter
Karl Richter, nemški organist, čembalist, zborovodja in dirigent, * 15. oktober 1926, Plauen, Nemčija, † 15. februar 1981, München, Nemčija.

## Življenjepis
Rojen je bil leta 1926 v Plauenu v Nemčiji. Sprva se je šolal v Dresdenu, kjer je bil član deškega zbora ''Dresdner Kreuzchor'' in kasneje v Leipzigu, kjer je diplomiral leta 1949. Istega leta je postal organist v cerkvi Sv. Tomaža v Leipzigu. 
Leta 1951 se je preselil v München, kjer je poučeval na konzervatoriju in deloval kot pevec in organist v cerkvi Sv. Marka. Vodil je tudi zbor "Münchener Bach-Chor", od leta 1954 pa tudi orkester "Münchener Bach-Orchester". V šestdesetih in sedemdesetih letih dvajsetega stoletja je s tema nastopal na Japonskem, v ZDA, Kanadi, Latinski Ameriki, Vzhodni Evropi in v Sovjetski Zvezi.
Umrl je v Münchnu leta 1981 zaradi srčnega infarkta. Pokopan je bil na pokopališču ''Enzenbühl'' v Zürichu osem dni kasneje. Njegova žena Glady, ki se je rodila leta 1931, je umrla leta 2019 in je bila pokopana v istem grobu.

## Delo
Poleg tega, da je bil znan dirigent se je v zgodovino zapisal kot odličen organist. Njegove interpretacije Bachovih del za orgle so poznane po izjemni registraciji in idealnem tempu izvedbe.